# سنگ‌نگاره بیژائم
سنگ نگاره بیژائم مربوط به دوران پیش از تاریخ ایران باستان - دوران‌های تاریخی پس از اسلام است و در شهرستان سر بیشه، روستای بیژائم واقع شده و این اثر در تاریخ ۷ مهر ۱۳۸۱ با شمارهٔ ثبت ۶۳۶۵ به‌عنوان یکی از آثار ملی ایران به ثبت رسیده است.